# Paul Baudoüin

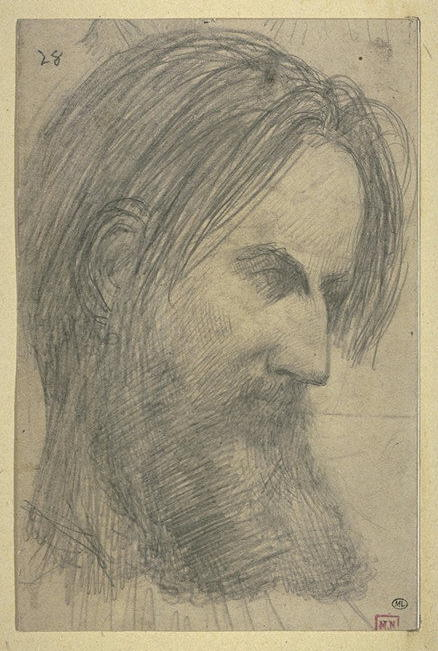
Pierre Puvis de Chavannes: Porträt seines Schülers Paul Albert Baudoüin, vor 1898, Bleistift. Musée du Louvre, Département des Arts graphiques.

Paul Albert Baudoüin (* 24. Oktober 1844 in Rouen; † 26. Dezember 1931 in Paris) war ein französischer Genre-, Landschafts- und Dekorationsmaler, der vor allem als Freskenmaler bekannt wurde. Paul Baudoüin war Schüler von Charles Gleyre, Jules-Elie Delaunay und Pierre Puvis de Chavannes.

## Leben

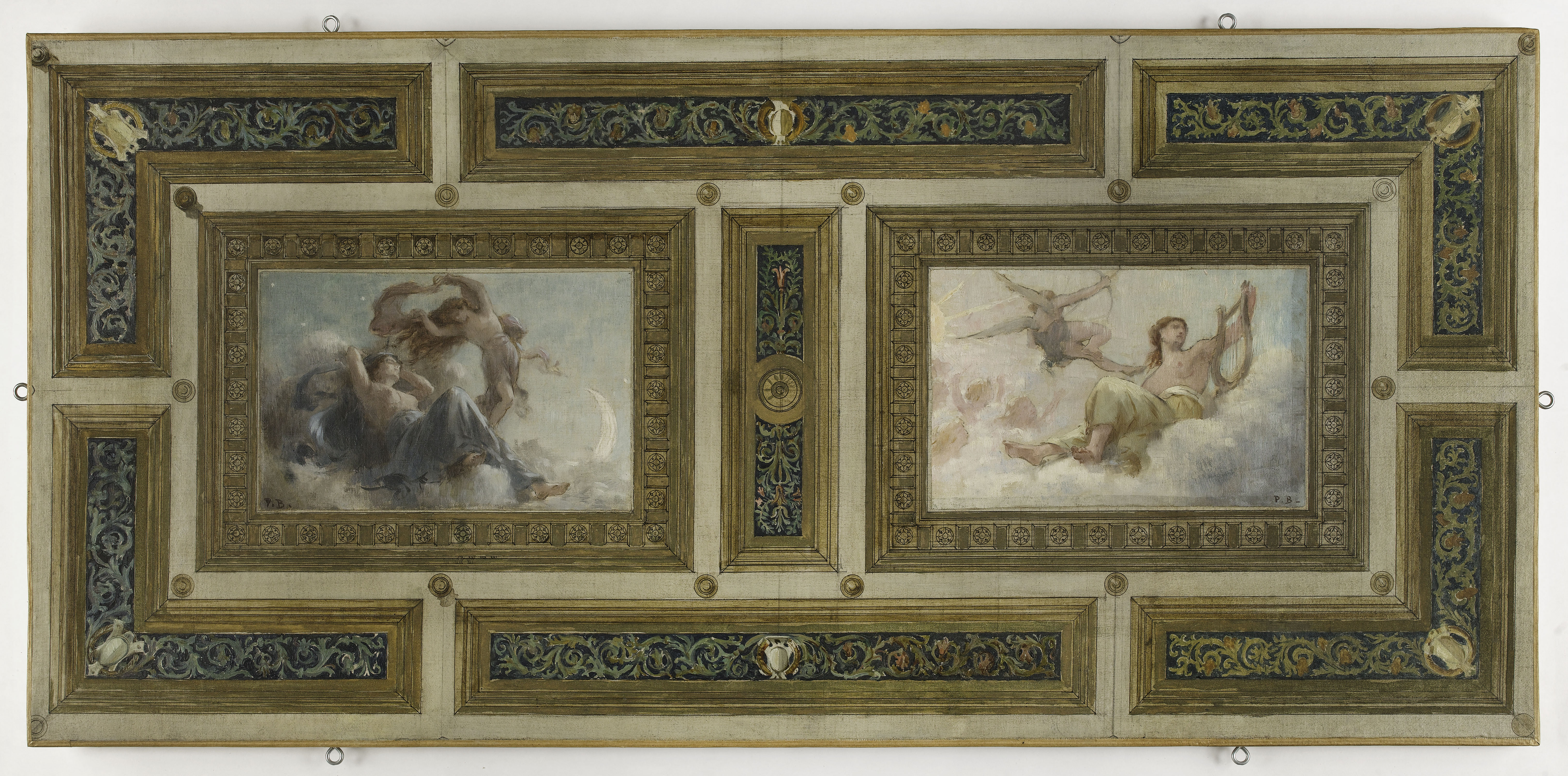
Skizze für das Rathaus von Saint-Maur-des-Fossés, La Nuit et le Jour (Die Nacht und der Tag). Musée des Beaux-Arts de la Ville de Paris

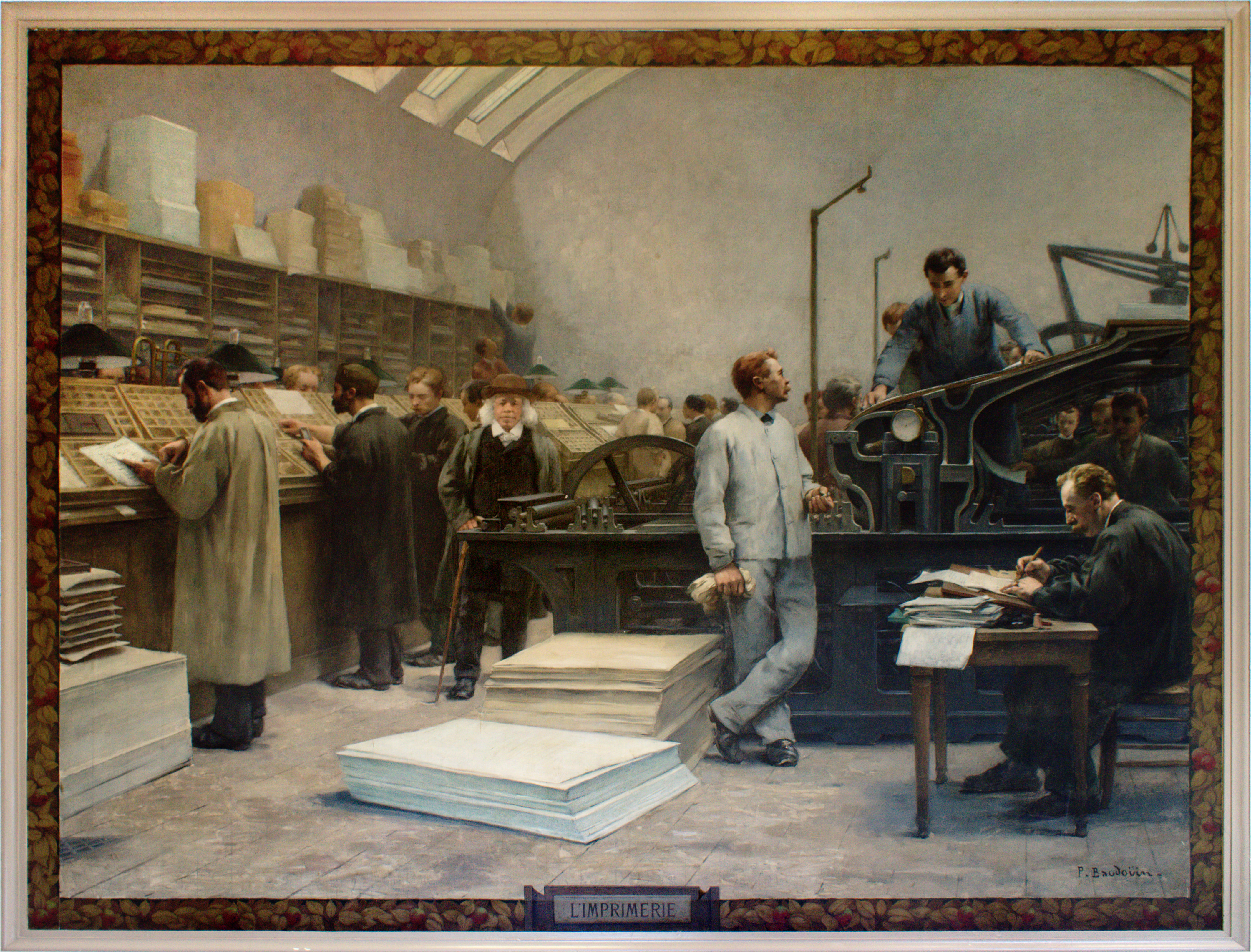
L’imprimerie (Die Druckerei). Bibliothèques de Rouen

Paul Baudoüin wurde 1874 an der École des beaux-arts in Paris im Atelier von Pierre Puvis de Chavannes aufgenommen. Auf Anraten von Jules-Antoine Castagnary (1830–1888), dem Direktor der École des beaux-arts, erlernte er die Technik der Freskomalerei.
Er heiratete am 22. Februar 1874 in Vascœuil (Eure) Jeanne Poullain-Dumesnil (1851–1940), die Tochter von Alfred Dumesnil und Enkelin von Jules Michelet, mit der er zwei Söhne hatte.
Auf der Pariser Weltausstellung erhielt er eine Goldmedaille für zwei dekorative Werke: L'Abreuvoir und Les Blanchisseuses.
1902 bekommt Paul Baudoüin den Auftrag für das Maison Hannon in Saint-Gilles in Brüssel große Wanddekorationen anzufertigen. Die Fresken befinden sich im Treppenhaus und im Empfangssaal. 
1911 entwarf er die Dekoration des Peristyls der Außengalerie des Petit Palais in Paris und gab Kurse für Freskomalerei an der Pariser Kunsthochschule. Im Jahr 1891 wurde er zum Ritter der Ehrenlegion ernannt.
Paul Baudoüin war von 1919 bis 1929 Leiter des Ateliers für Freskomalerei an der École nationale supérieure des beaux-arts de Paris und begründete die Wiederbelebung der Technik der Freskomalerei auf frischem Putz.
Zu seinen Schülern gehörten u. a. Louis Bouquet, Antoine Bourdelle, Marcel-Lenoir, André Masson.
Er war Mitglied der Société des artistes français, Ehrenpräsident der Société des artistes rouennais und Mitglied der Société des amis des monuments rouennais.
1928 gründete er zusammen mit Lehrern die Association La Fresque. Diese Vereinigung wurde vom Staat und der Stadt Paris subventioniert.